# 基督君王共主教座堂

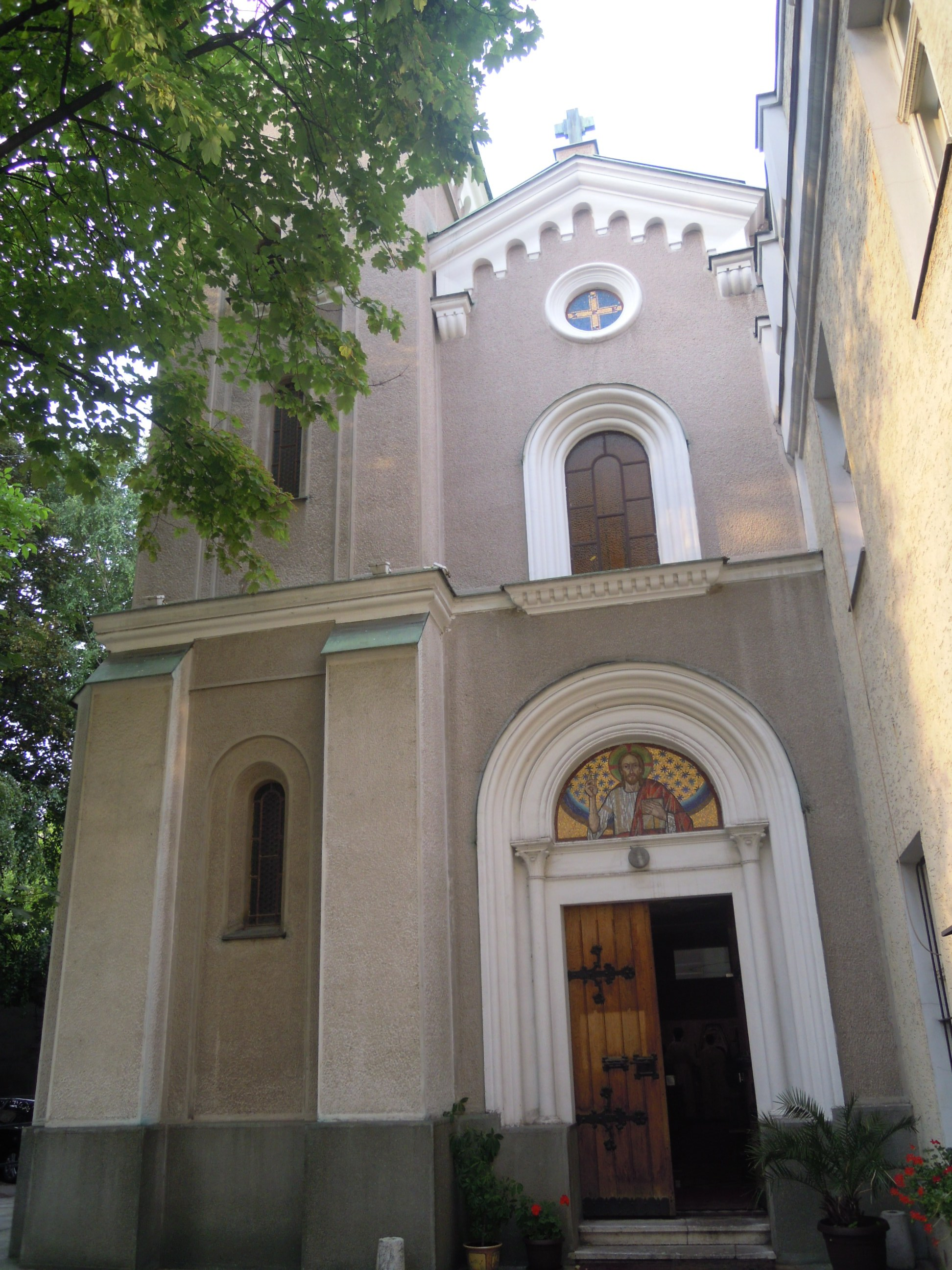
基督君王共主教座堂

基督君王共主教座堂是塞爾維亞首都貝爾格勒的一座羅馬天主教的主教座堂，位於貝爾格勒市中心。這座教堂是貝爾格勒歷史最古老的天主教教堂，在1924年至1988年期間是天主教貝爾格勒總教區的主教座堂。

## 外部連結
- The church on the official website of the Archdiocese of Belgrade
- The organ on the database of pipe organ （页面存档备份，存于）  from the web site organo.info （页面存档备份，存于）

44°48′25″N 20°28′01″E / 44.807°N 20.467°E